# Gnosippus
Genre
Gnosippus est un genre de solifuges de la famille des Daesiidae.

## Distribution
Les espèces de ce genre se rencontrent au Proche-Orient et dans le Nord de l'Afrique.

## Liste des espèces
Selon Solifuges of the World (version 1.0) :
- Gnosippus anatolicus Roewer, 1961
- Gnosippus franchettii Caporiacco, 1937
- Gnosippus klunzingeri Karsch, 1880
- Gnosippus yemenensis (Simon, 1882)

## Publication originale
- Karsch, 1880 : Zur Kenntnis der Galeodiden. Archiv für Naturgeschichte, vol. 46, no 1, p. 228-243 (texte intégral).